# (22533) Krishnan
(22533) Krishnan (1998 FX47) – planetoida z pasa głównego asteroid okrążająca Słońce w ciągu 3,78 lat w średniej odległości 2,43 j.a. Odkryta 20 marca 1998 roku.